# Gold (canção)
"Gold" é o segundo single da cantora britânica Neon Hitch de seu álbum de estreia, Beg, Borrow, and Steal. A canção conta com a participação do rapper Tyga. A faixa foi lançada no EUA e no Reino Unido em 14 de agosto de 2012.

## Antecedentes e composição

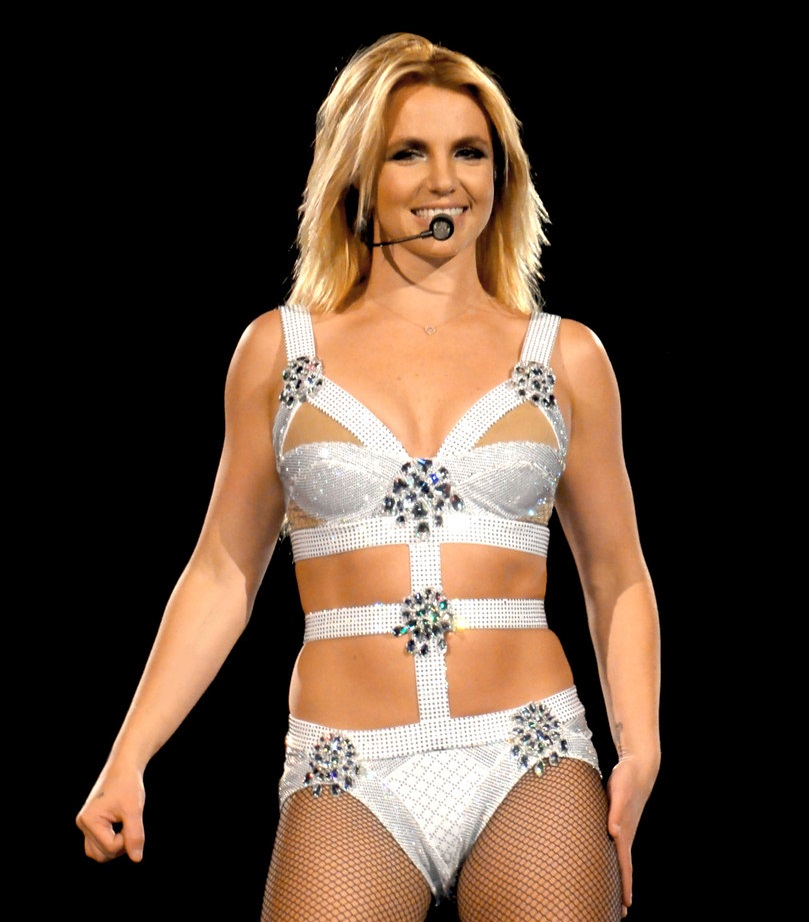
O vocal de Hitch foram comparados com o da cantora pop Britney Spears

"Gold" foi escrito por Hitch com a ajuda do colega compositor Claude Kelly, assim como o produtor Benny Blanco e a equipe de produção, "The Smeezingtons", os dois últimos produziram a faixa. "Gold" possui elementos dos gêneros dance-pop e synthpop. No refrão, os sintetizadores desaparece quando Hitch canta "There's no light in this room / it's alright we got you / you shine like Gold". À medida que o coro termina, um sintetizador pesado começa e Neon Hitch usa esse estilo de cantar para continuar com o verso. O estilo de Neon Hitch no refrão foi comparado à o da cantora pop Britney Spears. 

## Recepção da crítica
Recepção do single foi principalmente positiva. Pop Crush chamou o single de "Pop puro de felicidade", elogiando as letras cativantes da música e uma melhor escolha individual do que seu antecessor, "Fuck U Betta", por causa do assunto mais adequado.

## Video musical
Neon postou um lyric video em sua conta no YouTube em 16 de agosto de 2012. Seu empresário confirmou que eles planejavam gravar o vídeo em algum momento de setembro para que ele não entrassem em conflito com o cronograma de Tyga. A partir de 30 de dezembro de 2012, nem Neon ou Tyga divulgaram o vídeo ou agendaram uma data de lançamento para o vídeo.

## Apresentações ao vivo
Neon Hitch cantou a música no Highline Ballroom, em Nova York. Hitch também cantou a música no talk show americano Late Night with Jimmy Fallon.

## Lista de faixas
Digital download
1. "Gold" (featuring Tyga) - 3:53

## Desempenho nas paradas musicais
| Posições (2012-13)                  | Melhor posição |
| ----------------------------------- | -------------- |
| US Hot Dance Club Songs (Billboard) | 1              |

## Histórico de lançamento
| Região         | Data                 | Formato          | Gravadora            |
| -------------- | -------------------- | ---------------- | -------------------- |
| Espanha        | 10 agosto 2012       | Digital download | Warner Bros. Records |
| Estados Unidos | 14 de Agosto de 2012 | Digital download | Warner Bros. Records |
| Reino Unido    | 14 de Agosto de 2012 | Digital download | Warner Bros. Records |